# Fladnitz an der Teichalm
Fladnitz an der Teichalm là một đô thị thuộc huyện Weiz thuộc bang Steiermark, nước Áo. Đô thị Fladnitz an der Teichalm có diện tích 34,81 km², dân số thời điểm cuối năm 2005 là 1146 người.